# نبرد دیرشاو
نبرد دیرشاو نبردی میان کشورهای سوئد و لهستان بوده است.
این نبرد که در هفتم و هشتم اوت ۱۶۲۷ در شهر تچف (دیرشاو)، لهستان رخ داد بدون نتیجه خاصی برای طرفین به پایان رسید. در این جنگ گوستاو آدولف دوم سوئد از ناحیه سینه و نزدیک حنجره مجروح شد. او زنده ماند اما دو انگشت دست راستش برای همیشه فلج شد که برای تمام عمر او را هنگام امضاء مدارک اذیت می‌کرد.

## پیشینه
بعد از جنگ والهوف در ژانویهٔ ۱۶۲۶ و پیروزی سوئد در بالتیک جنگ وارد مرحله جدیدی شد که به جنگ پروسی مشهور است. در ژوئن ۱۶۲۶ سوئد بالتییسک را تصرف و در پایان ژوئیه همان سال هفده شهر که قبلاً در کنترل لهستان بودند به دست سوئدیها افتاد. تنها شهر گدانسک مقاومت کرد و گوستاو دوم تصمیم گرفت شهر را محاصره کند و نگذارد آذوقه به آن برسد. دو اردوگاه نزدیک دیرشاو و گدانسک هاوپت برقرار شد اما گدانسک همچنان مقاومت کرد. شاه لهستان زیگیسموند دو گروه سرباز را مأمور کرد که با سوئدیها روبرو شوند ولی نزدیک مئوء شکست خوردند. زیگیسموند در تلاش صلح برآمد ولی سوئدیها شرایط او را قبول نکردند. در اول می ۱۶۲۷ گوستاو دوم آدولف به پیلاوو بازگشت. جنگ بسوی گدانسک کشیده شد که در نتیجه ان شاه زخمی شد. بعد از آن نیروی اصلی به سوی اردوگاه دیرشاوو رفت.

## نبرد

Gustav II Adolfs kyller av älghud - Livrustkammaren - 48136

گوستاو دوم آدولف سعی کرد جنگی نتیجه بخش را بر ضد نیروهای لهستان انجام دهد. در پنجم اوت هر دو طرف در نزدیک دیرشاوو زد و خوردی اندک را آغاز کردند. در هفتم اوت جنگ بزرگی شروع شد. تاکتیک سوئدیها سریعاً نتیجه داد و لهستانیها عقب‌نشینی کردند. روز بعد دوباره جنگ شروع شد و سوئدیها در آستانه پیروزی بودند که فرمانده‌ای جنگ یعنی گوستاو دوم آدولف توسط گلوله‌ای که به شانه اش خورد زخمی شد. این امر باعث عقب‌نشینی نیروهای سوئدی شد تا بتوانند از شاه محافظت کنند و این حمله آنها بی‌نتیجه ماند. ارتش سوئد در آن زمان هنوز وابسته به دستور شاه بود؛ و این باعث شد که فرماندهان بیشتری برای آینده آموزش داده شوند.